# NGC 5555
NGC 5555 é uma galáxia espiral (Sb) localizada na direcção da constelação de Virgo. Possui uma declinação de -19° 08' 21" e uma ascensão recta de 14 horas, 18 minutos e 48,1 segundos.
A galáxia NGC 5555 foi descoberta em 1886 por Ormond Stone.